# Tatort: Der Wald steht schwarz und schweiget
Der Wald steht schwarz und schweiget ist ein Fernsehfilm aus der Krimireihe Tatort. Der Film des Südwestrundfunks von Regisseur Ed Herzog mit Ulrike Folkerts und Andreas Hoppe als Ermittler Odenthal und Kopper aus Ludwigshafen am Rhein wurde am Sonntag, 13. Mai 2012, im Ersten ausgestrahlt. Die Tatortfolge weicht vom typischen Schema, wonach ein Ermittlerteam gemeinsam ein Verbrechen aufklärt, ab. Erstmals wurde ein Tatort um ein Onlinespiel ergänzt, das direkt nach der Erstausstrahlung startete.

## Handlung
Eine Pilzsammlerin hat eine leblose Person am Fuße eines Felsens im Pfälzerwald gesehen und ruft die Polizei. Da Lena Odenthal gerade zufällig in der Nähe ist, wird sie von ihrem Kollegen Mario Kopper trotz ihres Feierabends dorthin gebeten und sie erreicht allein die fragliche Stelle im Wald. Am vermeintlichen Tatort wird Lena von einer jugendlichen Gang niedergeschlagen und als Geisel genommen. Mit Handschellen gefesselt und mit ihrer eigenen Dienstwaffe Walther P99 wird sie gezwungen, die Flucht der jungen Männer durch den Wald zu begleiten. Am Telefon kann Lena Kopper durch einen Trick ihre Situation als Geisel mitteilen, woraufhin Kopper eine aufwändige Suche in dem riesigen Waldgebiet organisiert. Um nicht verfolgt werden zu können, werfen die Jungs Lenas Handy in den Waggon eines vorbeifahrenden Güterzuges. Da sie dadurch abgelenkt sind, gelingt es Lena Odenthal das Handy des Opfers aus einem Rucksack an sich zu nehmen. Zuerst suchen Kopper, Becker und ein Team am Tatort nach weiteren Hinweisen, können jedoch nur einen Stein mit Blutspuren finden, bevor ein Unwetter ihren Einsatz im Wald unterbricht. Lenas Handy wird im Güterbahnhof in Mannheim geortet und die Suchmannschaft begibt sich dorthin. Kopper wählt Lenas Handynummer und man hört es ganz leise irgendwo klingeln. Ein Zivilpolizist der Suchmannschaft findet das Handy, eingewickelt in ein T-Shirt. Die Suchmannschaft fährt durchnässt zurück aufs Revier. Dort lassen sie von allen Handy-Providern Profile erstellen, welche Handys sich gemeinsam mit Lenas in den Funkzellen gleich bewegt haben. Nur das Handy von Bernd Watzlawick hat das gleiche Bewegungsprofil. Er ist der Leiter eines nahen Resozialisierungs-Camps. Durch Diskussionen Lena Odenthals mit ihren Entführern und den Ermittlungen von Koppers Team erschließt sich die Tat mit zwei Leichen und deren Hintergründe.
Bei der Gang handelt es sich um eine Gruppe von sechs kriminellen Jugendlichen aus dem Resozialisierungs-Camp, dem Rauhberghof. Diese sechs Jungs haben jeweils drei Mal gegen die Hausregeln verstoßen und bekommen mit dem „AZOK-Trip“ eine letzte Chance, im Camp zu bleiben. Ihr Betreuer Watzlawick sollte die Jungs bei diesem Trip an ihre psychischen und physischen Grenzen bringen. Nach dem scheinbar natürlichen, aber durch physischen Stress hervorgerufenen Tod des 16-jährigen Gruppenmitglieds Daniel ‚Dobby‘ Deutz, haben die übrigen Jungs – der 16-jährige Murat, 18-jährige Sascha, 16-jährige Baby, 20-jährige Panne und 19-jährige Tom – ihren Betreuer Watzlawick umgebracht. Dieser hatte zuvor die Denunzierung des schwächsten Gruppenmitgliedes durch die Jungs mit seinem Handy gefilmt und ihnen die Schuld an dessen Tod zugewiesen. Nun versucht sich die Gruppe mit dem Pfand, ihrer Geisel, durch den Pfälzerwald über die Grenze nach Frankreich zu Toms Bruder durchzuschlagen. Lena Odenthal versucht, in der für sie nicht ungefährlichen Situation, die einzelnen, mehr oder weniger labilen Charaktere für ihre Ermittlungen und natürlich Flucht aus der Geiselhaft zu nutzen.
Peter Becker erkundet mit seinem Team das Gebiet rund um den Tatort und findet die Leichen von Bernd Watzlawick und Daniel Deutz.
Die Gang verbringt die Nacht in einer Burgruine. In aller Frühe bricht man wieder auf. Die Sonne ist noch nicht aufgegangen und der Mond steht noch am Himmel. Panne liegt ein Lied passend zur Situation auf den Lippen. Mit der Waffe in der Hand zwingt er Lena Odenthal dazu, das Abendlied von Matthias Claudius zu singen, darunter auch die vierte Zeile „Der Wald steht schwarz und schweiget“.
Kopper mit seinem Team beginnt die Verfolgung in der Funkzelle, wo Watzlawicks Handy zuletzt geortet wurde. Zum Team stößt außerdem ein Polizist mit Mantrailer-Hund. Auch eine Einheit der Bereitschaftspolizei soll zum Team dazustoßen, doch auf diese möchte Kopper trotz Hinweis eines Kollegen nicht warten. Sie können die Spur bis zur Burgruine Neuscharfeneck verfolgen und finden dort Watzlawicks verbranntes Handy. Als sie sich umschauen, hören sie Schüsse im Wald. Die Hubschrauberunterstützung trifft ein und Kopper schickt sie in die Richtung, aus welcher der Schuss kam. Sie kommen immer näher an die Gruppe heran.
Die Flucht endet etwas dilettantisch mit der versuchten Überquerung eines Sees in einem undichten Ruderboot, welches auf halber Strecke untergeht. Nach der Befreiung der Kommissarin werden die Jungs abgeführt. Lena und Kopper reden noch einmal mit ihnen, aber die Gruppe gibt nach dem Motto „Alle zusammen oder keiner (AZOK)“ den Täter nicht preis. Zu Hause reden Kopper und Lena beim Abendessen über die Geschehnisse und darüber, dass irgendwann einer der Jungs schon reden werde, und sei es nur, um seine eigene Haut zu retten.
Der Fernsehfilm endet an dieser Stelle und wird in einem Online-Spiel fortgesetzt.
Man befindet sich auf dem Revier in Ludwigshafen, man kann die bisher gesammelten Indizien untersuchen und alle fünf Jungs verhören. Des Weiteren kann man sich auf dem Rauhberghof umsehen, den Erzieher Weber und weitere Angestellte noch einmal befragen. Außerdem können dort weitere Indizien und Beweise gesammelt werden. Die Beweise belasten Murat und bei einem abschließenden Verhör gesteht er die Tat.

## Hintergrund

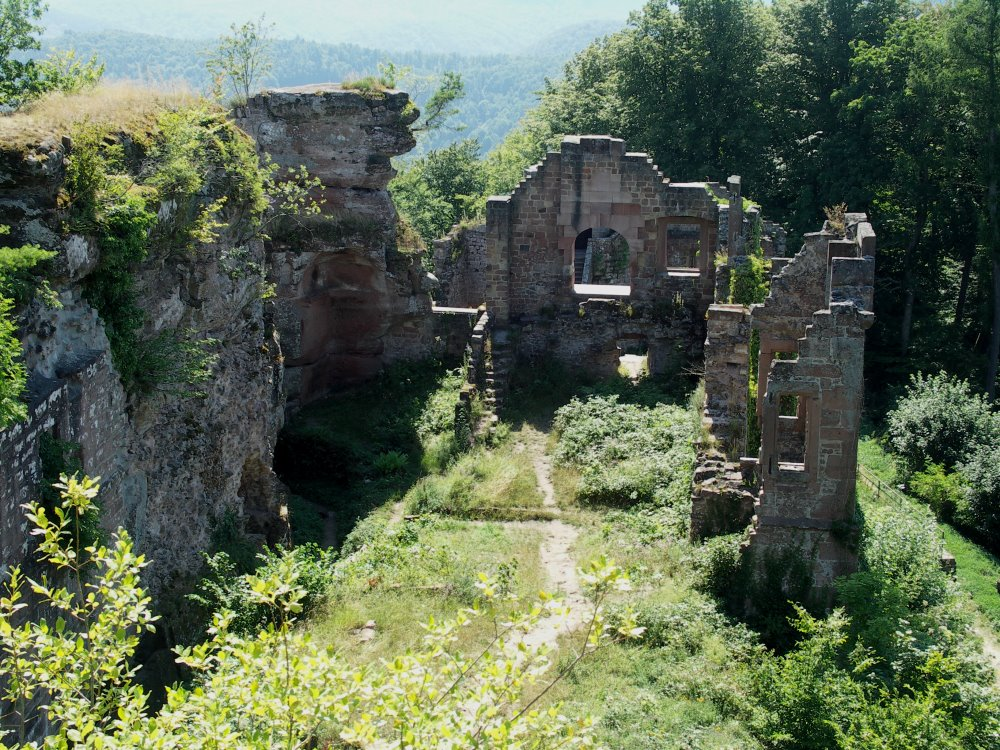
Drehort, Burg Neuscharfeneck

Der Film spielt zum großen Teil im Naturpark Pfälzerwald. Hauptdrehorte waren unter anderem die Burgruine Neuscharfeneck, die Landauer Hütte und die Felsgruppe Hochstein. Die Handlungsfolge im Film stimmt mit den geographischen Gegebenheiten nicht unbedingt überein. Der Tatort ist im Film ein fiktiver Teufelskopf-Felsen. Das als Ausgangspunkt der Ermittlungen dienende, nahegelegene Gasthaus wird Teufelsküche genannt. In der Realität beträgt die Entfernung zwischen dem Hochstein bei Dahn und der Landauer Hütte über 20 km. Die im Film auf der Flucht der Tätergruppe nach einem Tagesmarsch erreichte und als Übernachtungsmöglichkeit genutzte Burgruine Neuscharfeneck kann in der Realität innerhalb von 15 min von der Landauer Hütte ausgehend erwandert werden. Zudem müsste bei einer realen Flucht in Richtung Frankreich kein größeres Gewässer, wie in der Endszene dargestellt, überwunden werden.
Das Online-Spiel zu Der Wald steht schwarz und schweiget, das nach der Ausstrahlung für eine Woche verfügbar war, wurde von 110.000 Usern genutzt; 20.000 spielten bis zu Ende und ermittelten den Täter.
Der Titel Der Wald steht schwarz und schweiget zitiert die vierte Zeile der ersten Strophe von Matthias Claudius’ Gedicht Abendlied (ca. 1778).

## Rezeption

### Einschaltquoten
Die Erstausstrahlung von Der Wald steht schwarz und schweiget wurde in Deutschland von 8,37 Millionen Zuschauern gesehen und erreichte einen Marktanteil von 24,6 % für Das Erste; in der Gruppe der 14- bis 49-jährigen Zuschauer konnten 2,72 Millionen Zuschauer und ein Marktanteil von 19,3 % erreicht werden. Die Folge war damit am 13. Mai 2012 die meistgesehene Sendung im deutschen Fernsehen.

### Kritik
„Mit ‚Der Wald steht schwarz und schweiget‘ kehrt der ‚Tatort‘ zu seinem klassischen, aber in den letzten Jahren deutlich sparsamer eingesetzten Thema der Sozialkritik zurück. Keine abstruse Thriller-Ästhetik wie zuletzt bei Mehmet Kurtuluş, kein psychopathischer Serienkiller nach der Manier Henning Mankells. Die Spannung erwächst vor allem aus der Gruppendynamik: zwischen den Entführern und ihrer Geisel, aber auch zwischen den fünf jungen Männern, die hervorragend spielen und typengerecht besetzt sind. Sie spielen die Mischung aus Gewaltbereitschaft, Härte, Verzweiflung und Verletzlichkeit so eindringlich, dass der Sozialkitsch unter dem Deckel bleibt. Sie tragen den Film über alle lauernden Klischees sicher hinweg.“

„Das Meta-Thema ist Vertrauen und Verrat, die Idee hinter dem Fall ist also ziemlich groß, aber in der tatorttypischen Realität ist dann die Wildheit der fünf menschlichen Köter doch auf ein sehr konsumierbares Format eingedampft.“

„Mit der ‚Der Wald steht schwarz und schweiget‘ kommt endlich wieder ein guter ‚Tatort‘ aus Ludwigshafen.“

„Ein besonderer ‚Tatort‘, der so gar nichts mit dem häufigen Schema Leiche, zweite Leiche, Ermittlungen, falsche Fährte und Aufklärung zu tun hat. Allein die Tatsache, dass er komplett im Wald spielt und durch die Fluchtsituation sehr physisch angelegt ist, hebt ihn komplett von allem ab, was bisher zu sehen war. Ein ‚Tatort‘, der das befürwortet, was Joachim Król kürzlich im Interview mit FOCUS Online sagte: Der ‚Tatort‘ sei ‚das Premium-Segment im deutschen Fernsehen‘.“